# 小行星22598
小行星22598（22598 Francespearl）是一颗绕太阳运转的小行星，为主小行星带小行星。该小行星于1998年4月23日发现。

## 轨道参数
小行星22598的轨道半长轴为2.2785468 UA，离心率为0.179。